# La gran maraña

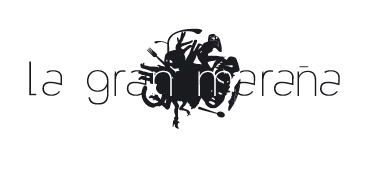
Logotipo de La Gran Maraña.

La Gran Maraña es una compañía de teatro de Madrid fundada en 2001 por artistas que provenían de distintos campos. Su trabajo se caracteriza por la versatilidad de sus actores y la integración de poesía, danza y teatro en obras originales que van del humor a la tragedia.

## La compañía de teatro
La Gran Maraña se constituye como compañía de teatro hacia el año 2001. Inicialmente sus miembros son: Patricia Esteban (poeta y ensayista), Ismael García Abad (diseñador gráfico), y los actores Eduardo del Olmo y Marika Pérez. El grupo cuenta además con la colaboración de profesionales de la arquitectura, música, moda e ingeniería, ya que una de sus premisas es la interdisciplinariedad. 
Durante esta época, una de sus innovaciones formales consiste en la fusión de teatro y poesía, en una pieza de corta duración denominada teatrema. Ejemplos de teatremas son "El apuntador" y "La poeta", escritos por Patricia Esteban.

## La Asociación Cultural
A partir de 2007, Marika Pérez y Eduardo del Olmo continúan la actividad de la Gran Maraña, como Asociación cultural sin ánimo de lucro. 
Ese mismo año, su propuesta para la tragedia "Vigilio y Languis", escrita por Jaime Moral, gana el premio a la Mejor Dramaturgia Original, otorgado por la SGAE y la Fundación Centro de Nuevos Creadores, lo que les permite montar la obra y exhibirla durante cuatro semanas en la sala Mirador de Madrid.
Posteriormente, la asociación ha recibido dos subvenciones de la AECID para la cooperación al desarrollo cultural en Iberoamérica, gracias a las cuales ha organizado un Festival Internacional de Teatro en Toluca (México), en marzo de 2009, y un Festival Internacional de Teatro, Música y Danza en Cuba en enero de 2010; este último incluye una serie de talleres pedagógicos y artísticos.

## Obras representadas
- El Apuntador, estrenada en 2004.
- La Poeta (Sinfonía para una pared), estrenada en 2005.
- Vigilio y Languis, estrenada en 2007 Madrid y representada en Toluca (México) en 2009.